# Martin Stephens
Martin Ashley Stephens (Southgate, 19 luglio 1948) è un attore britannico famoso per le sue interpretazioni nei film Il villaggio dei dannati e Suspense. Stephens è apparso in 14 film tra il 1954 e il 1966, poi ha scelto di abbandonare la recitazione e ha fatto la sua carriera adulta al di fuori della professione.

## Biografia
Martin Stephens è nato a Southgate, Middlesex il 19 luglio 1949. Ha due sorelle, Sally e Judy, anch'esse attrici.
Ha fatto la sua prima apparizione in un film all'età di cinque anni in Il figlio conteso. Nel 1958 ha interpretato il ruolo del giovane David Copperfield in tre episodi della serie televisiva Tales from Dickens. In quello stesso anno recitò in Estasi d'amore, un melodramma nel quale recitava accanto a Sean Connery e Glynis Johns.
Diverse altre apparizioni cinematografiche seguirono nei successivi due anni prima che Stephens ottenesse il ruolo che lo avrebbe reso famoso. Nel 1960 venne scelto per interpretare il ruolo di David Zellaby, il leader di un gruppo di sinistri bambini dotati di strani poteri, nel film Il villaggio dei dannati, adattamento cinematografico del romanzo di fantascienza di John Wyndham I figli dell'invasione. Il film è stato girato in sei settimane con un budget di £ 80.000 e la società di distribuzione MGM aveva poca fiducia nel prodotto finito e, credendo di avere tra le mani un vero insuccesso, distribuì il film solamente in un piccolo numero di cinema nell'area di Londra per colmare una lacuna nella programmazione. Con grande sorpresa della MGM, il film ottenne un grosso successo.
Nel 1961, Stephens ebbe una piccola parte in Robin Hood della contea nera prima di ottenere un altro ruolo da protagonista in Suspense, adattamento cinematografico del romanzo Il giro di vite di Henry James. Dopo questa interpretazione, Stephens smise di recitare per diversi anni, poiché i suoi genitori vollero che lui si concentrasse sulla sua educazione. 
Stephens tornò a recitare nel 1965 nel film Accadde un'estate. La sua ultima ultima interpretazione è del 1966 nel film della Hammer Films Creatura del diavolo. 
A quel punto, il fascino della recitazione era svanito e Stephens decise di abbandonare la professione per studiare architettura alla Queen's University Belfast. Stephens ha continuato ad avere una carriera come architetto. Attualmente vive in Portogallo.

## Filmografia

### Cinema
- Il figlio conteso (The Divided Heart), regia di Charles Crichton (1954)
- Estasi d'amore (Another Time, Another Place), regia di Lewis Allen (1958)
- Benvenuto a Scotland Yard! (Law and Disorder), regia di Charles Crichton (1958) non accreditato
- La tigre (Harry Black), regia di Hugo Fregonese (1958)
- Passionate Summer, regia di Rudolph Cartier (1958) non accreditato
- Il marito latino (Count Your Blessings), regia di Jean Negulesco (1959)
- The Witness, regia di Geoffrey Muller (1959)
- La verità in reggicalze (Please Turn Over), regia di Gerald Thomas (1959) non accreditato
- Quasi una truffa (A Touch of Larceny), regia di Guy Hamilton (1960)
- Il villaggio dei dannati (Village of the Damned), regia di Wolf Rilla (1960)
- No Kidding, regia di Gerald Thomas (1960)
- Robin Hood della contea nera (The Hellfire Club), regia di Robert S. Baker e Monty Berman (1961)
- Suspense (The Innocents), regia di Jack Clayton (1961)
- La maledizione della mosca (Curse of the Fly), regia di Don Sharp (1965)
- Accadde un'estate (The Battle of the Villa Fiorita), regia di Delmer Daves (1965)
- Creatura del diavolo (The Witches), regia di Cyril Frankel (1966)

### Televisione
- Armchair Theatre – serie TV, episodio 3x52 (1959)
- Tales from Dickens – serie TV, 4 episodi (1959-1960)
- Festival – serie TV, episodio 3x02 (1962)